# 헨리 피고트
헨리 피고트는 영국 육군의 장교로, 몰타 보호령의 민간 통수권자이기도 했다.

## 군 경력
휴 피고트의 아들로 태어난 헨리 피고트는 1769년부터 영국 해군의 중위로 복무했다. 그는 1793년 네덜란드에서 복무하였고, 이후 프랑스군이 몰타를 침략하자 발레타에서 1800년 9월 항복했다.그는 1801년 2월 몰타의 민간 통수권자가 되었다. 민간 통수권자로써 그는 발레타 요새를 대부분을 파괴하는 것을 수용했지만 이러한 행동은 이루어지지 않았고, 도시 성벽은 현재까지 온전하게 보존되고 있다.